# Tanıl Bora
İsmet Tanıl Bora (geboren 1963 in Ankara)  ist ein türkischer Politikwissenschaftler.

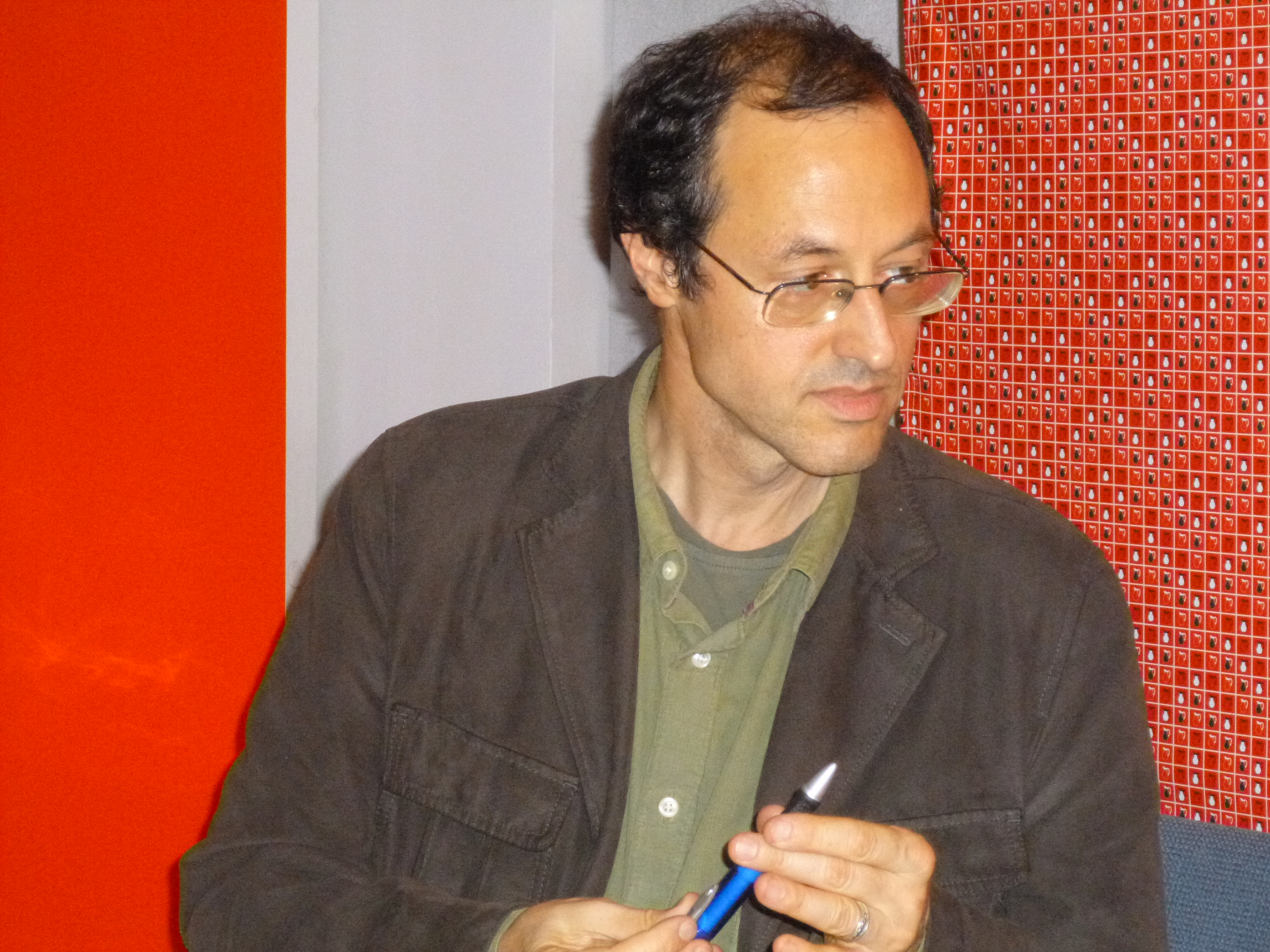
Tanıl Bora (2014)

## Leben
Tanıl Bora hat als Kind zwei Jahre in Köln gelebt. Er studierte Politikwissenschaft an der Universität Ankara. Er lehrt an der Fakultät für Politikwissenschaften der Universität Ankara. Seit 1988 arbeitet er als Lektor beim İletişim Verlag. Er ist Mitherausgeber der Zeitschrift Birikim und Chefredakteur der sozialwissenschaftlichen Zeitschrift Toplum ve Bilim. Bora arbeitet über die politische Ideologie der Türkei. Er hat 2005  das Werk Strukturwandel der Öffentlichkeit von Jürgen Habermas im Türkischen herausgegeben.
Bei der Tageszeitung Radikal schrieb er seit dem Jahr 2000 eine Kolumne über die Fußballwoche.

## Schriften
- Devlet Ocak Dergâh - 1980'lerde Ülkücü Hareket. 1991
- Yugoslavya : Milliyetçiliğin provokasyonu. İstanbul : Birikim Yayınları, 1991.
- Milliyetçiliğin Kara Baharı. Cağaloğlu, İstanbul : Birikim Yayınları, 1995.
- Türk Sağının Üç Hali. 1999
- Devlet ve Kuzgun - 1990'lardan 2000'lere MHP. 2004
- (Hrsg.): Modern Türkiye'de Siyasî Düşünce, 4, Milliyetçilik. 2004
- Taşraya bakmak. Cağaloğlu, İstanbul : İletişim, 2005.
- Medeniyet Kaybı: Milliyetçilik ve Faşizm Üzerine Yazılar. 2006
- Türkiye'nin linç rejimi. İstanbul : Birikim Yayınları 2008